# مارينا بونس
مارينا بونس (بالإسبانية: Marina Pons)‏ هي لاعبة رماية إسبانية، ولدت في 1977.

## وصلات خارجية
- مارينا بونس على موقع أوليمبيديا (الإنجليزية)